# Blogshop
Blogshop, также blog shop (блогшоп, «магазин-блог» (англ.)) — концепция розничной торговли, осуществляющая продажу товаров с помощью популярных блоговых платформ, таких как Blogger, WordPress или «Живой Журнал». Концепция популярна в Сингапуре.
Создание подобного магазина обычно бесплатно или очень дешево, поскольку продавец может создать его, используя бесплатную блог-платформу. Некоторые блогшопы становятся очень успешными.

## Виды платформ
Для создания блогшопа может использоваться множество блоговых платформ. Чаще других используются LiveJournal, Blogger и WordPress. Некоторые блогшопы, чтобы повысить эффективность сайта, впоследствии переходят на различные CMS. Такие новые блогшопы могут работать на Drupal, Joomla! или на специализированных системах.

## Критика
Полемика вокруг блогшопов связана с фактами мошенничества (недоставки товаров). В 2010 году сообщалось, что владельцы блогшопов в Сингапуре были обмануты владельцем блог-платформы. Специалисты отмечают, что у магазина на блоге отсутствуют функции, нужные интернет-магазину (такие как функционал корзины), что может привести к низкой конверсии и удовлетворённости пользователей. Также, владелец магазина всецело зависит от платформы, на которой расположена площадка, что затрудняет такие манипуляции, как перенос сайта на новый домен или другой хостинг.

## Прочее
Также существует Blogshop (iheartblogshop.com), торговая марка компании, основанной в 2011 году и находящейся Лос-Анджелесе.
Интернет-магазин, созданный при помощи блог-платформы, стоит отличать от блога, установленного на интернет-магазин в качестве дополнительного модуля (обычно служит для публикации информационных статей или новостей компании).